# Färöischer Fußballpokal 1999
Der Färöische Fußballpokal 1999, auch bekannt als Løgmanssteypið 1999, fand zwischen dem 21. März und 4. Juli 1999 statt und wurde zum 45. Mal ausgespielt. Im Endspiel, welches im Gundadalur-Stadion in Tórshavn auf Kunstrasen ausgetragen wurde, siegte KÍ Klaksvík mit 3:1 gegen B36 Tórshavn und konnte den Pokal somit zum fünften Mal gewinnen.
KÍ Klaksvík und B36 Tórshavn belegten in der Meisterschaft die Plätze eins und drei. Da KÍ Klaksvík dadurch das Double erreichte, nahm B36 Tórshavn an der Qualifikation zum UEFA-Pokal 2000/01 teil. Titelverteidiger HB Tórshavn schied hingegen im Halbfinale aus.

## Teilnehmer
Teilnahmeberechtigt waren folgende 17 A-Mannschaften der vier färöischen Ligen:
| 1. Deild | 2. Deild                                                          | 4. Deild |
| B36 Tórshavn B68 Toftir B71 Sandur GÍ Gøta HB Tórshavn ÍF Fuglafjørður KÍ Klaksvík NSÍ Runavík SÍ Sumba VB Vágur | EB/Streymur FS Vágar LÍF Leirvík Royn Hvalba Skála ÍF TB Tvøroyri | AB Argir |

## Modus
Sämtliche Erstligisten bis auf Aufsteiger B71 Sandur waren für die Gruppenphase gesetzt. Die verbliebenen Mannschaften spielten in zwei Runden die restlichen drei Teilnehmer aus. In der Gruppenphase spielte jede Mannschaft zweimal gegen jede andere, wobei sich die Erst- und Zweitplatzierten jeder Gruppe sowie die zwei besten Drittplatzierten für die nächste Runde qualifizierten. Anschließend wurde im K.-o.-System weitergespielt.

## Qualifikation
Die Partien der Qualifikationsrunde fanden am 14. März statt.
|             | Ergebnis  |          |
| ----------- | --------- | -------- |
| EB/Streymur | 4:1 (2:1) | AB Argir |
| Royn Hvalba | 5:1 (2:0) | Skála ÍF |

## 1. Runde
Die Partien der 1. Runde fanden am 21. März statt.
|             | Ergebnis             |             |
| ----------- | -------------------- | ----------- |
| B71 Sandur  | 1w/o 1               | Royn Hvalba |
| LÍF Leirvík | 1:0 (1:0)            | EB/Streymur |
| TB Tvøroyri | 4:1 n. V. (1:1, 0:1) | FS Vágar    |

## Gruppenphase
Die Partien der Gruppenphase fanden zwischen dem 27. März und 20. April statt.

### Gruppe 1
| Pl. | Verein          | Sp. | S | U | N | Tore    | Diff. | Punkte |
| --- | --------------- | --- | - | - | - | ------- | ----- | ------ |
| 1.  | HB Tórshavn     | 6   | 6 | 0 | 0 | 016:300 | +13   | 18     |
| 2.  | GÍ Gøta         | 6   | 4 | 0 | 2 | 019:700 | +12   | 12     |
| 3.  | ÍF Fuglafjørður | 6   | 2 | 0 | 4 | 010:200 | −10   | 06     |
| 4.  | B71 Sandur      | 6   | 0 | 0 | 6 | 005:200 | −15   | 0      |

| 27. März 1999   |           |                 |
| HB Tórshavn     | 2:0 (0:0) | B71 Sandur      |
| 1. April 1999   |           |                 |
| B71 Sandur      | 0:4 (0:1) | GÍ Gøta         |
| HB Tórshavn     | 3:0 (2:0) | ÍF Fuglafjørður |
| 3. April 1999   |           |                 |
| GÍ Gøta         | 2:4 (1:1) | HB Tórshavn     |
| ÍF Fuglafjørður | 4:2 (3:0) | B71 Sandur      |
| 5. April 1999   |           |                 |
| B71 Sandur      | 1:2 (0:1) | HB Tórshavn     |
| ÍF Fuglafjørður | 0:4 (0:2) | GÍ Gøta         |
| 7. April 1999   |           |                 |
| GÍ Gøta         | 5:2 (2:1) | ÍF Fuglafjørður |
| 10. April 1999  |           |                 |
| GÍ Gøta         | 4:0 (1:0) | B71 Sandur      |
| 11. April 1999  |           |                 |
| ÍF Fuglafjørður | 0:4 (0:0) | HB Tórshavn     |
| 18. April 1999  |           |                 |
| B71 Sandur      | 2:4 (1:1) | ÍF Fuglafjørður |
| HB Tórshavn     | 1:0 (1:0) | GÍ Gøta         |

### Gruppe 2
| Pl. | Verein      | Sp. | S | U | N | Tore    | Diff. | Punkte |
| --- | ----------- | --- | - | - | - | ------- | ----- | ------ |
| 1.  | KÍ Klaksvík | 6   | 5 | 0 | 1 | 011:400 | +7    | 15     |
| 2.  | VB Vágur    | 6   | 4 | 0 | 2 | 013:400 | +9    | 12     |
| 3.  | B68 Toftir  | 6   | 3 | 0 | 3 | 006:140 | −8    | 09     |
| 4.  | TB Tvøroyri | 6   | 0 | 0 | 6 | 004:120 | −8    | 0      |

| 28. März 1999        |           |             |
| TB Tvøroyri          | 1:2 (1:2) | KÍ Klaksvík |
| VB Vágur             | 5:1 (4:1) | B68 Toftir  |
| 1. April 1999        |           |             |
| KÍ Klaksvík          | 5:0 (2:0) | B68 Toftir  |
| TB Tvøroyri          | 0:2 (0:2) | VB Vágur    |
| 3. April 1999        |           |             |
| VB Vágur             | 3:0 (1:0) | TB Tvøroyri |
| 5. April 1999        |           |             |
| B68 Toftir           | 1w/o 1    | VB Vágur    |
| KÍ Klaksvík {{1\|#}} | w/o 2     | TB Tvøroyri |
| 11. April 1999       |           |             |
| B68 Toftir           | 1:0 (0:0) | TB Tvøroyri |
| KÍ Klaksvík          | 2:3 (2:1) | VB Vágur    |
| 18. April 1999       |           |             |
| TB Tvøroyri          | 3:4 (0:2) | B68 Toftir  |
| VB Vágur             | 0:1 (0:0) | KÍ Klaksvík |
| 20. April 1999       |           |             |
| B68 Toftir           | 0:1 (0:0) | KÍ Klaksvík |

### Gruppe 3
| Pl. | Verein       | Sp. | S | U | N | Tore    | Diff. | Punkte |
| --- | ------------ | --- | - | - | - | ------- | ----- | ------ |
| 1.  | B36 Tórshavn | 6   | 5 | 0 | 1 | 020:600 | +14   | 15     |
| 2.  | NSÍ Runavík  | 6   | 5 | 0 | 1 | 022:100 | +12   | 15     |
| 3.  | SÍ Sumba     | 6   | 1 | 0 | 5 | 007:190 | −12   | 03     |
| 4.  | LÍF Leirvík  | 6   | 1 | 0 | 5 | 006:200 | −14   | 03     |

| 27. März 1999  |           |              |
| LÍF Leirvík    | 0:2 (0:1) | B36 Tórshavn |
| 28. März 1999  |           |              |
| NSÍ Runavík    | 6:3 (5:2) | SÍ Sumba     |
| 30. März 1999  |           |              |
| LÍF Leirvík    | 3:0 (1:0) | SÍ Sumba     |
| 31. März 1999  |           |              |
| B36 Tórshavn   | 6:2 (4:1) | SÍ Sumba     |
| 1. April 1999  |           |              |
| LÍF Leirvík    | 0:6 (0:4) | NSÍ Runavík  |
| 3. April 1999  |           |              |
| NSÍ Runavík    | 3:1 (2:0) | B36 Tórshavn |
| 5. April 1999  |           |              |
| B36 Tórshavn   | 7:0 (3:0) | LÍF Leirvík  |
| SÍ Sumba       | 1:2 (0:0) | NSÍ Runavík  |
| 11. April 1999 |           |              |
| NSÍ Runavík    | 4:3 (3:0) | LÍF Leirvík  |
| SÍ Sumba       | 0:2 (0:1) | B36 Tórshavn |
| 18. April 1999 |           |              |
| B36 Tórshavn   | 2:1 (2:0) | NSÍ Runavík  |
| SÍ Sumba       | 1:0 (1:0) | LÍF Leirvík  |

## Viertelfinale
Die Viertelfinalpartien fanden am 2. Mai statt.
|              | Ergebnis   |                 |
| ------------ | ---------- | --------------- |
| B36 Tórshavn | 02:1 (0:0) | NSÍ Runavík     |
| HB Tórshavn  | 10:0 (3:0) | ÍF Fuglafjørður |
| KÍ Klaksvík  | 04:0 (3:0) | GÍ Gøta         |
| VB Vágur     | 03:1 (3:0) | B68 Toftir      |

## Halbfinale
Die Hinspiele im Halbfinale fanden am 13. Mai statt, die Rückspiele am 24. Mai.
|              | Gesamt    |             | Hinspiel  | Rückspiel |
| ------------ | --------- | ----------- | --------- | --------- |
| B36 Tórshavn | 4:2       | VB Vágur    | 3:1 (2:0) | 1:1 (1:1) |
| KÍ Klaksvík  | (a)2:2(a) | HB Tórshavn | 0:1 (0:1) | 2:1 (1:1) |

## Finale
| Paarung        | B36 Tórshavn – KÍ Klaksvík |
| Ergebnis       | 1:3 (0:1) |
| Datum          | 4. Juli 1999 |
| Stadion        | Gundadalur, Tórshavn |
| Zuschauer      | 3000 |
| Schiedsrichter | Oddmar Andreasen (Tórshavn) |
| Tore           | 0:1 Rógvi Jacobsen (24.) 0:2 Kurt Mørkøre (50.) 0:3 Arnold Joensen (64.) 1:3 Jens Kristian Hansen (81.) |
| B36 Tórshavn   | Egin H. Høgnesen – Pól Thorsteinsson, Arnbjørn Danielsen, Ninoslav Milankovic, Bjarni E. Prior (88. Egil á Bø) – Jens Kristian Hansen , Tomislav Sivić, Jan Guttesen (8. Djóni N. Joensen), Øssur Hansen (88. Carl H. Høgnesen) – Jákup á Borg, John Petersen Cheftrainer: Tomislav Sivić ( BR Jugoslawien) |
| KÍ Klaksvík    | Stephen Boyle – Jan Andreasen, Harley Bertholdsen, Andrzej Pacek, Kurt Mørkøre – John Hansen, Jan Joensen, Marek Wierzbicki – Rógvi Jacobsen (88. Niclas Niclassen/Finn Baldvinsson), Arnold Joensen (88. Niclas Niclassen/Finn Baldvinsson), Heðin á Lakjuni Cheftrainer: Tony Paris ( England)            |
| Gelbe Karten   | Bjarni E. Prior, Arnbjørn Danielsen – Harley Bertholdsen, Jan Andreasen, Kurt Mørkøre, Heðin á Lakjuni |

## Torschützenliste
Bei gleicher Anzahl von Treffern sind die Spieler nach dem Nachnamen alphabetisch geordnet.
| Platz | Spieler                  | Verein          | Tore |
| ----- | ------------------------ | --------------- | ---- |
| 1     | Kurt Mørkøre             | KÍ Klaksvík     | 09   |
| 2     | John Petersen            | B36 Tórshavn    | 07   |
| 3     | Carl H. Høgnesen         | B36 Tórshavn    | 06   |
| 3     | Christian Høgni Jacobsen | NSÍ Runavík     | 06   |
| 3     | Krzysztof Popczynski     | VB Vágur        | 06   |
| 3     | Jens Erik Rasmussen      | HB Tórshavn     | 06   |
| 7     | Jákup á Borg             | B36 Tórshavn    | 05   |
| 7     | Andrew av Fløtum         | HB Tórshavn     | 05   |
| 7     | Óli Hansen               | NSÍ Runavík     | 05   |
| 7     | Eyðun Samuelsen          | ÍF Fuglafjørður | 05   |